# Novos Historiadores
Novos Historiadores (em hebraico: ההיסטוריונים החדשים; romaniz.: HaHistoryonim HaHadashim) é a designação dada a um grupo de acadêmicos israelenses que têm desafiado as versões tradicionais da história de Israel, sobretudo no tocante ao papel de Israel no êxodo palestino de 1948 e ao suposto desinteresse dos árabes em discutir a paz. A denominação do grupo foi cunhada em 1988, por um dos seus principais integrantes - Benny Morris.
Muitas das fontes primárias de informações usadas pelo grupo são documentos secretos do governo israelense que, uma vez decorridos trinta anos dos eventos de 1948, foram liberados para consulta pública, conforme a legislação do país.
Entre os membros do grupo estão os acadêmicos Benny Morris, Ilan Pappé, Avi Shlaim, Tom Segev, Hillel Cohen, Baruch Kimmerling e Simha Flapan, considerada como "nova historiadora" avant la lettre. Mas, embora referidos como um grupo, as ideias políticas de cada um deles variam.
Inicialmente desacreditados pelo público, os Novos Historiadores acabaram por ganhar legitimidade em Israel, nos anos 1990. Algumas de suas conclusões foram incorporadas ao chamado pós-sionismo.

## Principais teses
Avi Shlaim descreve as divergências dos Novos Historiadores em relação ao que chama de "narrativa sionista", que se tornou a versão oficial da história, nos seguintes termos:
- A versão oficial diz que a Grã-Bretanha tentou impedir a criação de um Estado judeu, enquanto os Novos Historiadores alegam que o Reino Unido tentou impedir, de fato, o estabelecimento de um Estado palestiniano;
- Segundo a versão oficial, os palestinianos fugiram das suas casas por sua própria vontade; os Novos Historiadores afirmam que os refugiados foram perseguidos e expulsos de suas terras;
- De acordo com a versão oficial, o equilíbrio de forças era favorável aos árabes, enquanto os Novos historiadores dizem que Israel tinha a vantagem, tanto em número de combatentes como em armamentos;
- A versão oficial afirma que os árabes tinham um plano coordenado para destruir Israel; os Novos Historiadores dizem que os árabes estavam divididos;
- A versão oficial diz que a intransigência árabe impediu a paz; os Novos Historiadores afirmam que Israel é o principal culpado pelo impasse.[5]

Ilan Pappé sugere que os líderes sionistas pretendiam deslocar a maioria dos árabes palestinos, enquanto que Benny Morris acredita que o deslocamento dos árabes tenha ocorrido em consequência da guerra de 1948. Mas, de acordo com os Novos Historiadores, tanto Israel quanto os países árabes têm sua parcela de responsabilidade no conflito israelo-árabe e na questão Palestina.

### Pós-sionismo
Alguns comentadores consideram que a historiografia dos Novos Historiadores se liga a um movimento conhecido como "pós-sionismo". Geralmente, os pós-sionistas se autoidentificam como judeus israelenses que são críticos ao empreendimento sionista. Mas os sionistas acreditam que eles simplesmente minam o ethos nacional israelita. Os pós-sionistas divergem dos sionistas em muitos detalhes importantes, tais como a lei de retorno, entre outras questões sensíveis, e acreditam que o desapossamento dos palestinos tenha sido uma peça essencial para a criação do Estado de Israel.
Sionistas e historiadores mais antigos afirmam que o pós-sionismo significa uma negação total do projeto sionista e que põe em risco a legitimidade e a própria existência do Estado judeu como nação, quando apresenta o sionismo como um fenómeno colonial e não como um movimento nacional. Shlomo Avineri, em seu artigo "Post-Zionism doesn't exist" ('Pós-Sionismo não existe'), afirma que "os pós-sionistas são pura e simplesmente os antissionistas dos velhos tempos."
Já segundo Benny Morris, esses historiadores mais velhos viveram 1948 como participantes adultos, intensamente comprometidos com o épico e glorioso renascimento da comunidade judaica. Eles não foram, portanto, capazes de separar suas vidas dos eventos históricos, nem de considerar, de maneira objetiva e imparcial, os fatos e processos sobre os quais escreveriam mais tarde.:14–15 Eles se basearam em entrevistas e memórias e, na melhor das hipóteses, utilizaram lotes de documentos que, em grande parte, eram submetidos a censura, tais como aqueles provenientes do arquivo do Exército de Israel.Enfim, Morris não considera os "antigos historiadores" como verdadeiros historiadores. "Na realidade, existiam cronistas, e, muitas vezes, apologistas", que, segundo ele,:6 produziram relatos "menos honestos" ou simplesmente "falsos" e "enganadores". :2